# 第六次反法同盟
第六次反法同盟戰爭是1812年至1814年欧洲地區發生的大規模軍事衝突，交戰雙方分別是法蘭西第一帝國和俄罗斯帝国、大不列顛王國、奧地利帝國與普魯士王國所率之反法同盟。法國於1813年春季迫使聯軍暫時停戰，但於同年秋季在德勒斯登戰役擊敗聯軍後，在莱比锡战役戰敗撤回本土，後雖在本土作戰中多次擊敗聯軍，仍於1814年4月被迫停戰，法國皇帝拿破仑一世退位。
戰爭源自法國未能於俄法战争中迫使俄罗斯帝国服軟，導致其實力大損。1812年12月下旬，法國遠征軍撤出俄羅斯，普魯士王國與其餘國家轉而加入對法戰爭，拉開戰爭序幕。1813年5月，法國陸軍在呂岑戰役與包岑戰役戰勝聯軍，後者向上西利西亞撤退，後決定渡過奧得河退往波蘭。6月4日，雙方締結暫時停戰協定。8月，聯軍在停戰期限到達後立即進攻，法軍雖在德勒斯登戰役大勝聯軍，但在其他地區陷入頹勢，最終於10月的莱比锡战役慘敗，被迫撤回法國本土。
1814年，聯軍逐步深入法國，在六日戰役中遭拿破崙數次擊潰，但之後憑藉兵力優勢不斷擴展征服區域，於3月下旬攻佔巴黎，迫使拿破崙簽訂《枫丹白露条约》，放棄法國皇位。歐洲各國直到1815年3月拿破崙重返法國才再次組建反法同盟，與法國爆發第七次反法同盟戰爭。

## 背景
1812年，拿破仑進攻俄國，迫使亞歷山大一世繼續依著大陸封鎖政策行事，及解除俄國進攻波蘭的迫切威脅。拿破仑數十萬人的軍隊(包括27萬法國軍隊及其他地區的軍隊)，在1812年6月23日渡過了尼曼河。俄國聲明為衛國戰爭，但拿破仑聲明為第二次波蘭戰爭。由於波蘭人提供了10萬人的軍隊，拿破仑並不讓步，繼續往俄國進發。俄國實行了「焦土政策」，使得拿破仑因戰死、餓死或凍死而損失了37萬人的軍隊，及20萬人被俘虜。在十一月，只有2萬7千人渡過別列津納河。拿破仑的軍隊撤回巴黎，預防俄國再次入侵波蘭。俄國也損失了40萬人，俄軍兵力同樣耗盡。但俄國仍有優勢，因为它有較短的補給线，且能比法軍較快地補充兵員，而拿破崙则損失了大量難以補充的騎兵及大炮。

## 戰事歷程

#### 呂岑戰役至休戰
1813年4月17日拿破崙抵達美因茨，處理「美茵軍團」糟糕的行政與財政情況。4月30日他在魏森費爾斯建立了大本營，組建一支新軍——第十二軍，並與南下的「易北軍團」會師。5月1日上午，拿破崙渡過萨尔河向萊比錫推進，在里帕赫溪流與敵軍前哨相遇，近衛騎兵司令貝西埃元帥在戰鬥中不幸身亡。5月2日聯軍司令維特根施泰因下令對呂岑周遭的法軍進攻。上午11時30分普魯士將軍布呂歇爾的部隊向位於呂岑北部的內伊第三軍發動襲擊，普軍在40分鐘的砲擊後，向大格爾申村與斯塔爾西埃德爾村進攻，隨後原先的突擊戰變成慘烈的拉鋸戰，雙方不斷爭奪戰場上的村落。下午2時30分拿破崙抵達戰場，加強瀕臨崩潰的中軍部隊，並下令增援部隊迅速趕來。黃昏時分，麥克唐納軍以包抄行動威脅聯軍右翼，貝特朗軍則威嚇聯軍左翼，迫使聯軍投入最後的預備隊。拿破崙在下午6時下令進攻聯軍中路，聯軍撤出戰場。
聯軍在戰鬥後向東退往德累斯顿，並在幾天後放棄該地繼續撤退。拿破崙在幾天後將追擊不善的「易北軍團」解散，重新建立一支由內伊元帥指揮的軍團。5月8日拿破崙進入德勒斯登，並爭取到薩克森國王弗里德里希·奧古斯特一世的支持。聯軍於5月12日抵達包岑，在該地修整一星期，並得到巴克萊-德托利部隊的增援。5月20日包岑戰役爆發，拿破崙下令法軍對包岑的聯軍戰線進行總攻擊，聯軍的行動如同拿破崙的計劃，俄皇亞歷山大一世加強了其左翼部隊，並未發覺其右翼的弱點。隔日上午，法軍繼續對聯軍整條戰線進攻，但也開始打擊聯軍右翼遠端巴克萊-德托利的部隊。然而正當法軍擊敗巴克萊，得以包抄並切斷聯軍退路時，內伊元帥沖昏了頭，轉而進攻聯軍自身右側的布呂歇爾，讓聯軍安然撤退逃過一場殲滅戰。對拿破崙而言，包岑戰役的結果令人失望，他並未打出一場決定性勝利，如弗里德蘭戰役一樣的大勝從他手中溜走。5月22日，當法軍在賴興巴赫接敵時，拿破崙又失去了一位好友，宮廷司禮官弗柳爾公爵熱羅·迪羅克被砲彈擊中身亡。深陷分歧與混亂的聯軍向上西利西亞撤退，在發現當地防備空虛又缺乏補給後，在6月2日決定渡過奧得河退往波蘭。然而令人驚訝的是，拿破崙接受非參戰國奧地利的調停，命令他的使者於6月4日締結《普萊斯維茨休戰協定》。儘管他有許多做出此決定的理由，包含需要整頓他弱於聯軍的騎兵部隊、安置大量的傷病員、避免拉長補給線和建立要塞化的補給基地，但這些作法得到的利益都無法與繼續向波蘭推進、分割俄普聯軍和讓奧地利保持中立等諸多好處比擬。後來拿破崙寫道，這是他一生中最糟糕的決定之一。

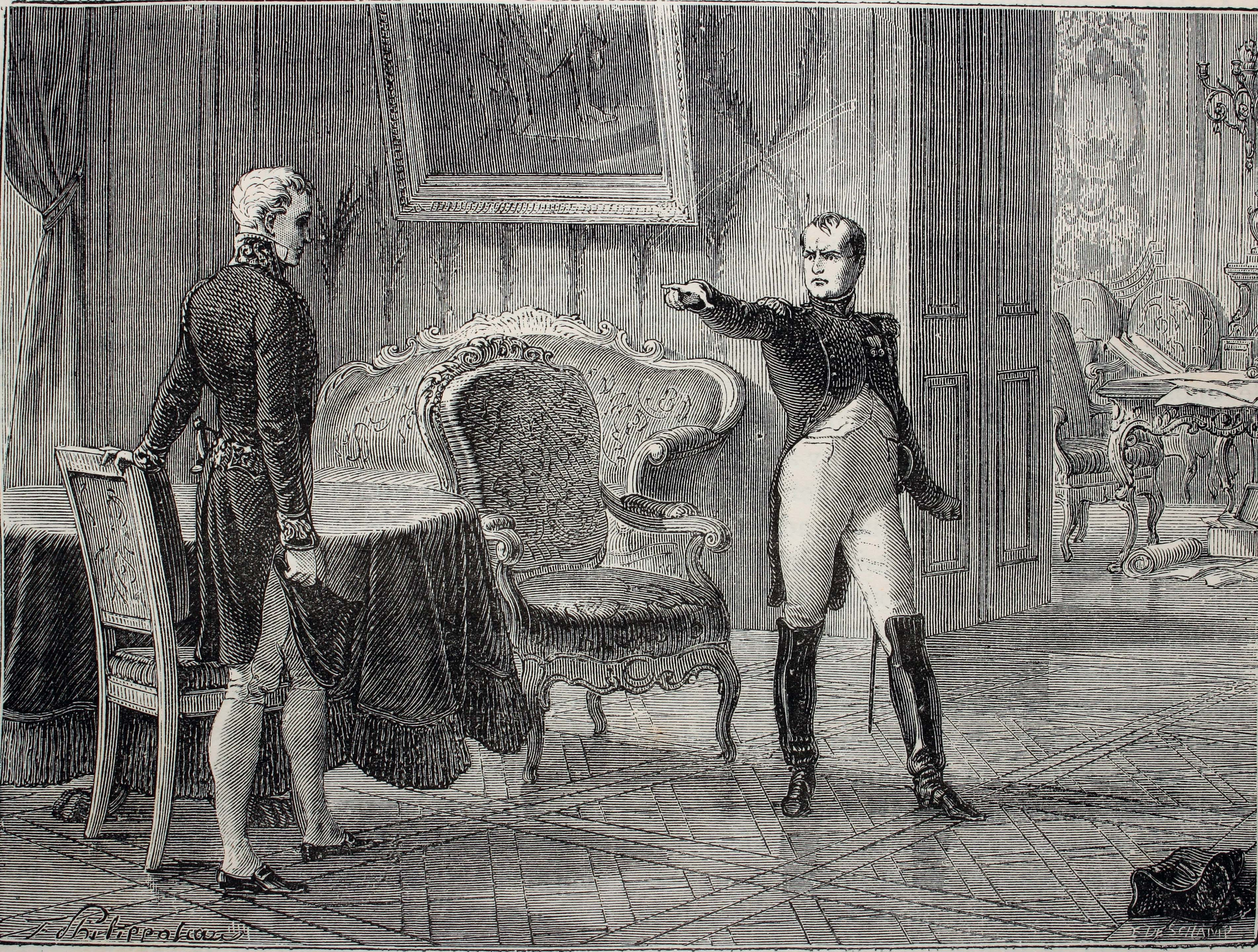
拿破崙與梅特涅會談

停戰期間，雙方都加緊恢復自身受重創的部隊，並展開一系列外交談判。6月上旬，仍處於中立狀態的奧地利帝國高層進行了一系列會談，決定是否加入對法戰爭。最終他們提出一些基本和平條件，分別為下列四點：華沙大公國必須被俄羅斯、奧地利與普魯士瓜分；普魯士被需拿回但澤，拿破崙還需撤出所有位於普魯士與波蘭的要塞；伊利里亞必須歸還奧地利；漢堡與呂北克需立刻恢復獨立，其他被法國佔領的北海與波羅的海沿海要塞應在適當時間獨立。6月26日，拿破崙與奧地利外交大臣梅特涅在德累斯顿馬科利尼宮的中華室會面，梅特涅在會談中提出的條件似乎遠超原先擬定的和平條件，導致會談以無結果結束。到了7月29日，在布拉格舉行的談判再次無疾而終。8月7日，梅特涅再次重申四點基本和平條件，但高傲的拿破崙無法接受他眼中的恥辱和平。
在奧地利對法宣戰後，奧地利陸軍元帥施瓦岑貝格親王被任命為聯軍總指揮。聯軍的作戰原則上應該遵循著1813年7月10日至12日俄羅斯、普魯士、瑞典在特拉亨貝格擬定對法作戰的「特拉亨貝格計劃」，其中宣稱：「除非其他聯軍軍團能夠加入會戰，否則所有聯軍軍團現在都必須迴避與拿破崙本人作戰。」按照該計畫，聯軍組建了三個軍團，其中有總指揮施瓦岑貝格親自指揮的「波希米亞軍團」，其人數約22萬名士兵，由12萬奧軍與10萬俄普聯軍組成；瑞典王儲貝納多特指揮的「北方軍團」，其人數約11萬人，由普俄瑞聯軍組成；普魯士將軍布呂歇爾指揮的「西里西亞軍團」，其人數約8.5萬名士兵，由普俄聯軍組成。

#### 德勒斯登與萊比錫

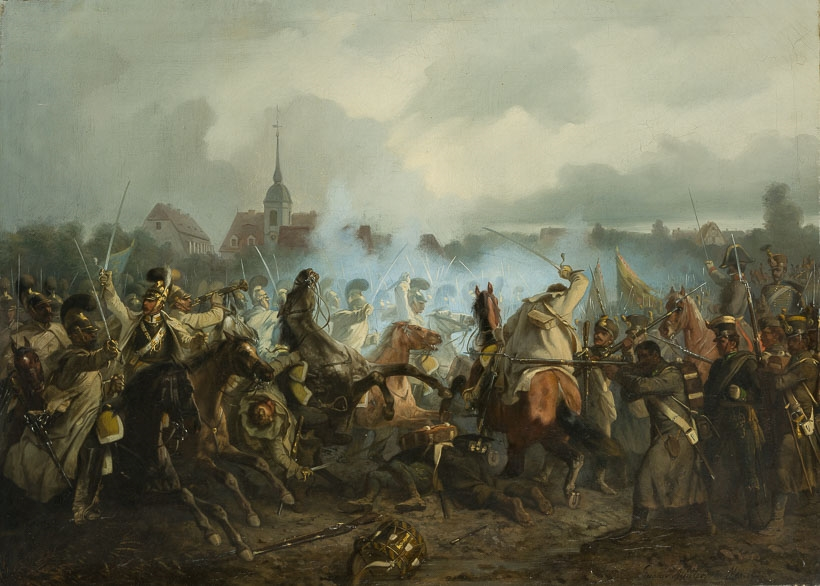
德勒斯登戰役，古斯塔夫·穆勒繪

1813年8月10日，雙方協議的停火時限截止。布呂歇爾率先進攻，於8月13日入侵西里西亞境內的中立區域，成功吸引住法軍的注意力。8月21日，布呂歇爾在布布爾河發現拿破崙抵達後，決定避戰撤回原先出發的卡茨巴赫河。拿破崙持續追擊聯軍，讓聯軍在8月21日至23日傷亡或失蹤達8千人。8月23日，拿破崙在意識到德累斯顿有危險後，率領近衛軍、馬爾蒙軍與維克托軍折返迎擊入侵薩克森的施瓦岑貝格，將留下的部隊編成「布布爾軍團」，交由麥克唐納元帥指揮。8月26日，拿破崙抵達德勒斯登。下午4時聯軍發動進攻，雙方的滑膛槍因為連續的大雨失去作用，僅能倚靠大砲與刺刀搏殺，聯軍沒有取得任何進展，而受拿破崙之令迂迴聯軍右翼的法軍部隊取得成功，佔領聯軍的主要撤退路徑。27日，拿破崙對聯軍兩翼發起反攻，左翼的奧軍部隊受到毀滅性打擊，約1.6萬人被俘虜。下午時分，施瓦岑貝格下令撤軍，將聯軍分成三支部隊後經不同路徑撤往波希米亚。

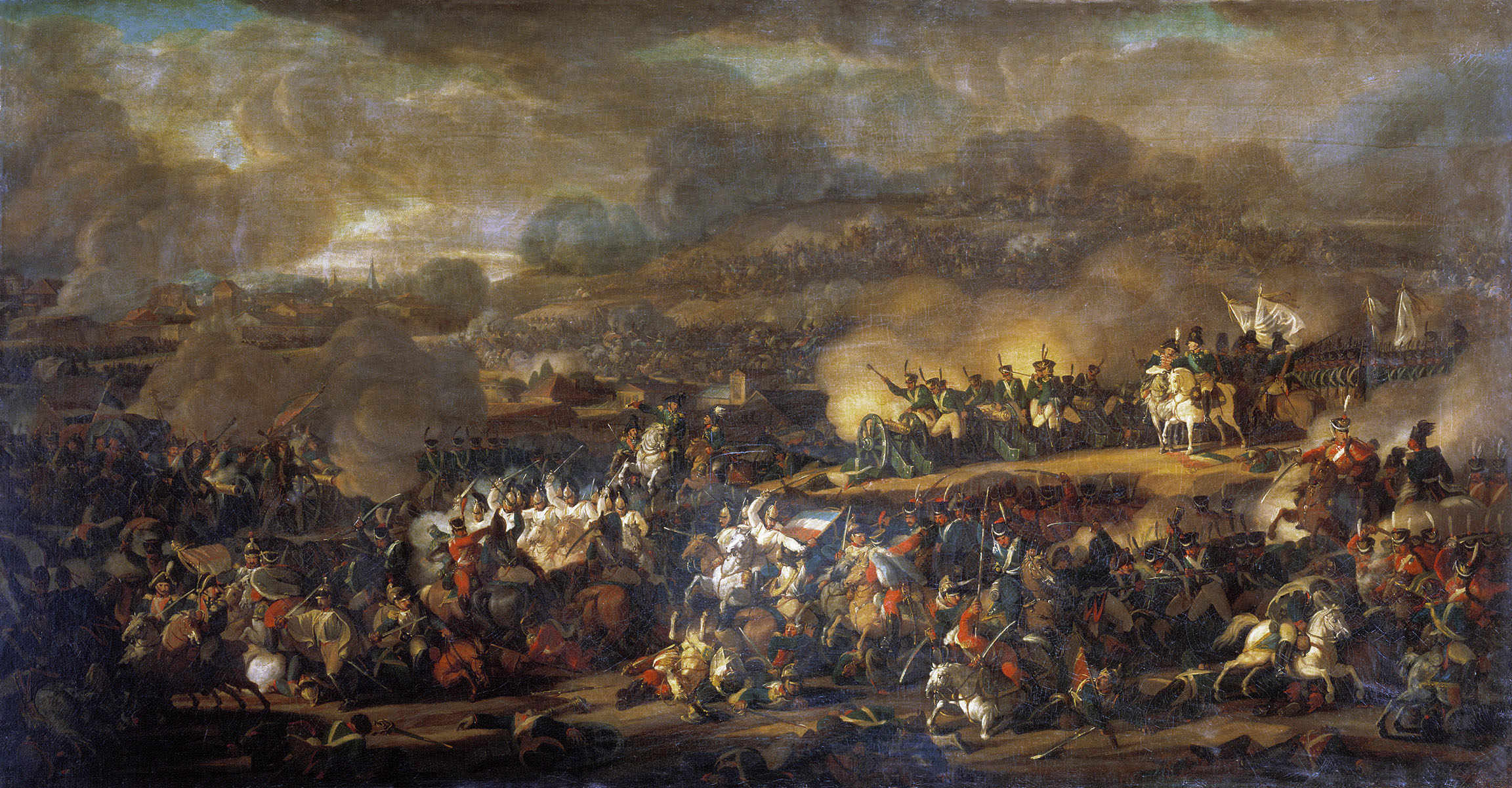
萊比錫戰役，又稱民族之戰

拿破崙在會戰勝利後下令追擊敵軍，旺達姆軍作為進攻箭頭進入波希米亞，但在無支援的情況遭到敵軍殲滅。9月6日，向柏林進軍的内伊軍被打的潰不成軍。這兩次失利與先前烏迪諾和麥克唐納的慘敗，讓主動權轉移到聯軍手中。9月27日，聯軍作戰計劃開始，施瓦岑貝格開始北進前往萊比錫、布呂歇爾與貝納多特的部隊也在兩天後開始北進。反法同盟決心將三個軍團都聚集在萊比錫，與拿破崙展開一場決定性會戰。10月7日，拿破崙離開德勒斯登前往迈森，在權衡後向萊比錫進軍，於14日抵達萊比錫。10月16日早晨，聯軍發動向心進攻，四個攻擊集團從多個地點對法軍打擊，「民族會戰」就此開始。聯軍起初在北部的戰事進展順利，但在西線與南線都被法軍擊退。下午2時，繆拉元帥在大量火砲的掩護下，向南線的聯軍中央陣地發動騎兵衝鋒，與此同時，麥克唐納軍對南線聯軍的右翼進行打擊，但這次大型衝鋒未能擊破聯軍陣線。傍晚時分兩軍停止交戰，法軍在這一天損失了2.5萬人，聯軍損失了3萬人，然而聯軍的增援部隊抵達後迅速填補損失，並加劇法軍的兵力劣勢。10月17日，雙方都在修整部隊與等待援軍，聯軍在增援抵達後增加至30萬人與1,500門大砲，法軍則不足20萬人與900門大砲。10月18日上午，聯軍開始進攻，但除了在左翼有些進展外，大量陣地仍把持在法軍手中，甚至有些部隊被法軍擊潰。拿破崙面對聯軍優勢兵力的攻擊，遂下令撤出部分陣地收縮防禦，但此時法軍中的薩克森與符騰堡部隊叛逃，而且法軍的砲彈也即將用盡，讓拿破崙意識到別無選擇只能撤退。10月19日，各防線的法軍撤退進入萊比錫，向西面唯一的逃脫路線林德瑙渡口前進。然而一名工兵班長撤退期間喪失理智，在看到聯軍到來時慌忙炸掉法軍唯一的渡河橋樑，讓負責後衛作戰的士兵與城中醫院的傷病員都成了俘虜。拿破崙的大軍團在萊比錫戰役中遭到致命性打擊，別無選擇只能向萊茵河撤退，法軍徹底丟失德意志地區的控制權。

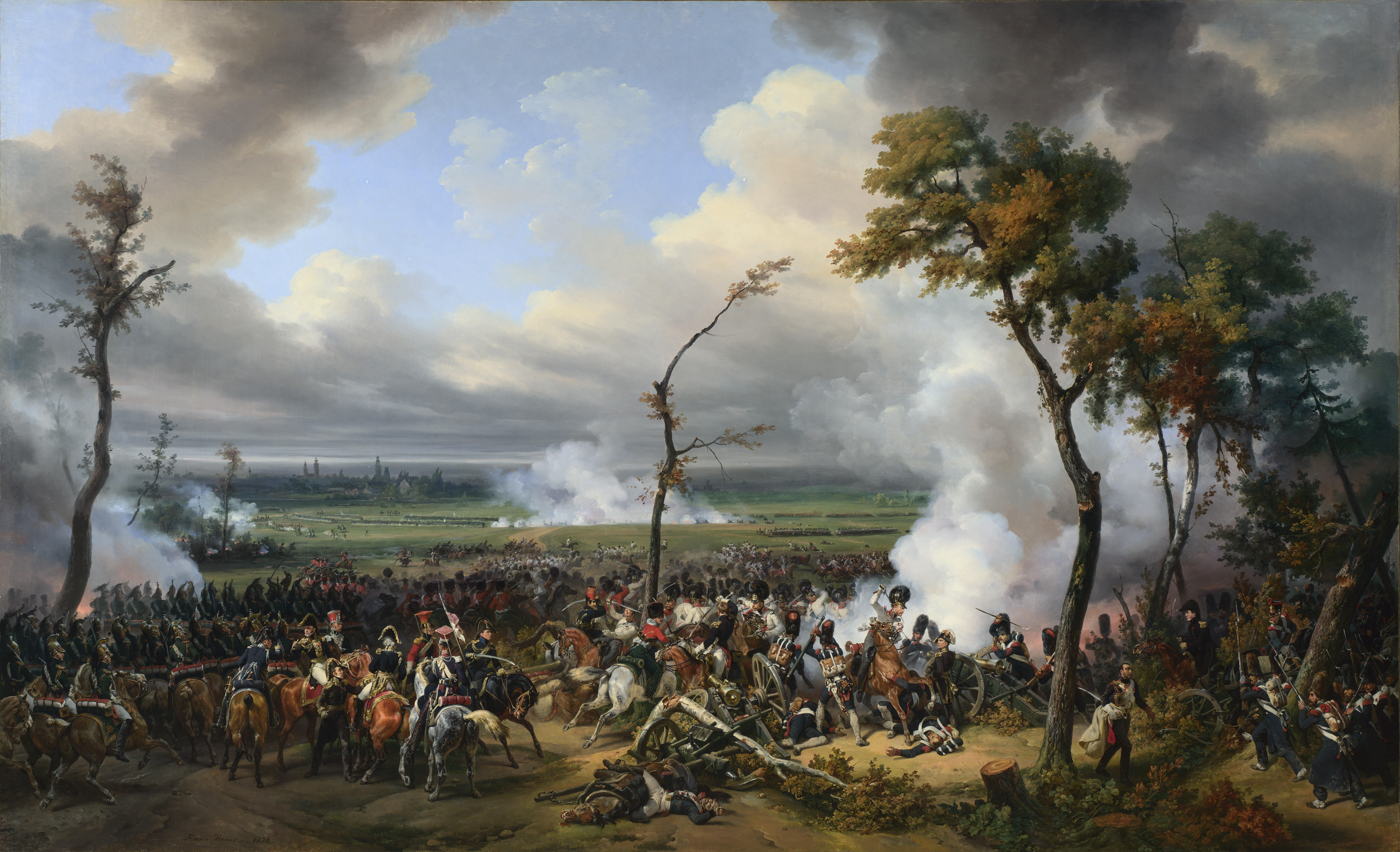
哈瑙戰役

法軍成功以超越敵軍大部隊的行軍速度躲過追擊，並在過程中擊退普魯士騎兵的突襲。拿破崙計劃穿過金齊希河谷抵達美因茨，於10月28日遭遇試圖阻攔的巴伐利亞-奧地利聯軍。這支部隊紀律高且有充沛補給，與混亂且缺乏補給的法軍部隊相反，且有著4.3萬人對1.7萬人的兵力優勢。30日上午，雙方前衛部隊開始交手，但皆未能取得任何決定性成果，下午時分，法軍近衛砲兵司令德魯奧將火砲迂迴至聯軍側翼，利用大砲轟擊與騎兵衝鋒，迫使聯軍撤回哈瑙。第二天，馬爾蒙元帥率領增援部隊抵達，隨後攻佔哈瑙城，掃清法軍前進的阻礙。法軍大部隊於11月2日抵達法蘭克福，拿破崙在11月7日將部隊交給馬爾蒙後先行返回巴黎備戰。

#### 法蘭西戰役與流放厄爾巴島
1813年12月下旬，施瓦岑貝格的波希米亞軍團與布呂歇爾的西里西亞軍團渡過萊茵河，突破法國的邊境防線。1814年1月25日，拿破崙離開巴黎，前往位於沙隆的軍事總部，試圖在布呂歇爾與施瓦岑貝格會合前將前者殲滅。1月29日，拿破崙向坐鎮布列訥堡的布呂歇爾發動進攻，法軍左翼受到聯軍猛烈的打擊，但右翼在夜色的掩護下成功攻入布列訥，迫使布呂歇爾向南方的特拉訥高地撤退。2月1日正午，布呂歇爾向拿破崙的新總部拉羅蒂耶爾進攻，具有兩倍兵力優勢的聯軍撲向法軍單薄的陣線，但對法軍左翼跟右翼的攻勢都陷入泥沼。不過巴伐利亞部隊的抵達最終迫使法軍的左翼部隊撤退，俄軍的預備隊也在傍晚奪下拉羅蒂耶爾村，讓拿破崙嚐到法國土地上的首敗。戰後次日，聯軍在布列訥堡召開會議，決定將兩個主力軍團分開作戰，布呂歇爾將向西北進軍直攻巴黎，施瓦岑貝格則沿著塞納河谷向巴黎推進。這項策略是個致命錯誤，使拿破崙能輕鬆地在兩支敵軍軍團中施展內線作戰。

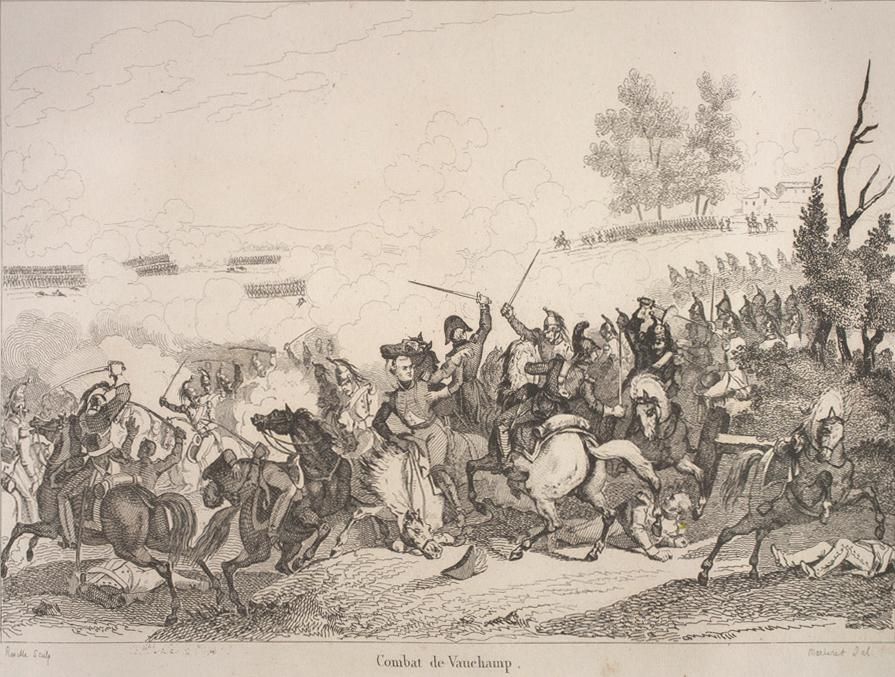
沃尚之戰的雕刻

布呂歇爾在會議結束後率軍北上，下令薩肯將軍的前衛部隊追擊撤退中的麥克唐納第十一軍，而他本人則在韋爾蒂等待與克萊斯特將軍會合。此時布呂歇爾的軍團已經分成三個行軍梯隊：薩肯的第一梯隊推進至蒙米拉伊；奥爾蘇菲耶夫的第二梯隊推進至尚波貝爾；其親自指揮的第三梯隊則仍在後頭。2月10日上午10時，拿破崙向尚波貝爾進攻，扎哈爾·德米特里耶維奇·奥爾蘇菲耶夫的部隊受到毀滅性打擊，5,000名俄軍士兵僅有1,500人逃脫。隔日上午5時，拿破崙在蒙米拉伊進攻已被孤立的薩肯軍，後者在被擊敗後向北撤退與約克將軍的部隊會合。拿破崙馬不停蹄地繼續追擊薩肯的部隊，在蒂埃里堡之戰中擊敗剛會師的聯軍部隊，將其趕過馬恩河。2月14日上午8時，拿破崙回援正被布呂歇爾進攻的馬爾蒙軍，布呂歇爾意識到拿破崙抵達後急忙撤退，格魯希的騎兵殺入聯軍右翼，摧毀普軍的一個大型旅，接著迂迴至普軍後方擋住退路。普軍看似已無望突圍，但泥濘的土地救了普軍，使其得以突破法軍的封鎖向沙隆撤退。拿破崙在擊敗布呂歇爾後，快速南下進攻施瓦岑貝格，在2月17日上午突襲維特根施泰因麾下的俄軍前衛，4,000名的俄軍前衛除了脫逃的騎兵以外全數被殲滅，拿破崙隨後將整個波希米亞軍團趕過塞納河。2月18日，奉施瓦岑貝格之令堅守在蒙特羅的聯軍部隊被法軍擊敗，波希米亞軍團加速向特魯瓦撤退。二月中旬的聯軍陷入低谷，法軍不斷的勝利加劇了聯軍的內部矛盾，拿破崙的失敗再次看似遙不可及。

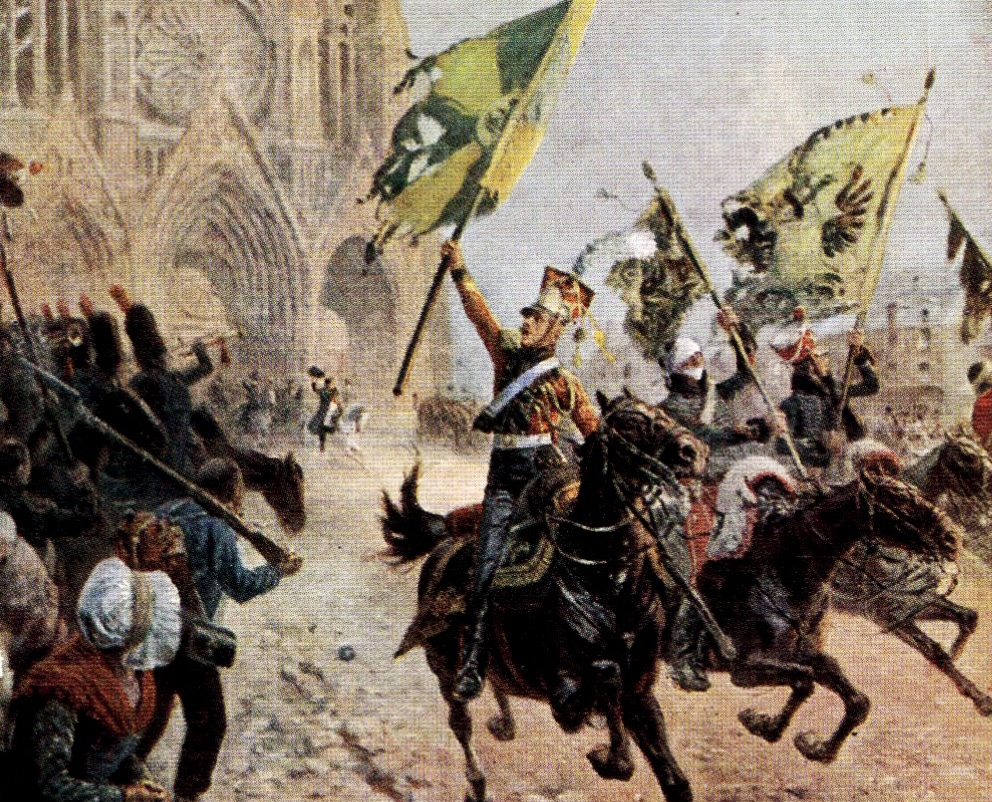
兰斯战役中的法軍騎兵

1814年2月25日，聯軍領導人在奥布河畔巴尔的會議中達成一致，波希米亞軍團將撤退至朗格勒，而得到增援的布呂歇爾西里西亞軍團將向北進軍。2月26日，拿破崙從梅里附近啟程追擊布呂歇爾。法軍於3月5日在贝里欧巴克渡過埃納河，向拉昂推進。3月7日上午10時，法軍向部署在克拉奧訥台地的聯軍後衛部隊進攻，布呂歇爾由於擔心戰況不利，下令指揮官沃龍佐夫將軍撤退，法軍奪下戰場。拿破崙在掃清障礙後繼續追擊聯軍，於3月9日對拉昂地區的聯軍進攻，但他嚴重低估聯軍的數量，且他部隊的兩翼還無法合併，被迫在隔天撤出戰場。拿破崙隨後重整旗鼓，於3月13日襲擊聖普列斯特將軍在兰斯的部隊，驚訝的聯軍幾乎毫無抵抗，超過6,000人傷亡與被俘。3月17日，拿破崙率領2萬人南下進攻施瓦岑貝格，但在3月21日時發現他面對著整個施瓦岑貝格軍團，別無選擇只能撤退。聯軍在隨後的討論中決定直接進攻巴黎，並下令溫岑格羅德將軍率8千人的騎兵部隊追蹤拿破崙的部隊。3月25日，聯軍擊敗馬爾蒙與莫爾捷的部隊，打通前往巴黎的道路。3月26日，拿破崙在聖迪濟耶之戰中擊敗溫岑格羅德，但已趕不及回援巴黎。3月31日，法軍在焚燒完1,417面繳獲的敵軍旗幟與其他戰利品後，獻出巴黎城。
1814年4月13日，拿破崙簽署《楓丹白露條約》，放棄法國皇位，但得以保留帝號並作为厄尔巴公国主权亲王終身統治厄爾巴島，同時享有每年250萬法郎的津貼。4月20日，拿破崙離開楓丹白露宮，前往厄爾巴島。他在離別前命令兩排老近卫军圍住他，對他們說出一段離別感言。最後，他舉起左手說：「再見！不要忘記我！永別了，我的孩子們！」樂隊隨後奏響稱頌曲《為了皇帝》。官兵們全體流淚，並高喊「皇帝萬歲！」。4月27日上午10時，拿破崙與隨從抵達法國南部海港弗雷瑞斯，登上英國皇家海軍巡航艦「無畏號」，然後於5月4日下午2時在厄尔巴岛费拉约港上岸。他隨後開始治理這座小島，建立一系列基礎設施與進行政府改革，並在閒暇時閱讀大量書籍。5月29日中午，约瑟芬·德·博阿尔内在马尔迈松城堡因肺結核去世，拿破崙得知消息後下令為她哀悼兩日。幾個月後，拿破崙的母親萊蒂西亞與妹妹波利娜分別前來探訪，而他的前情人瑪麗·瓦莱夫斯卡也曾攜其私生子亞歷山大·科隆納-瓦萊夫斯基前來探望他。與此同時，拿破崙也密切關注法國國內局勢與歐洲大事，當他在1815年2月13日得知軍隊中仍有許多他的支持者後，下定決心返回法國重奪帝位。

## 維也納會議
從1814年10月1日到1815年6月9日，歐洲列強在奧地利維也納召開了維也納會議。這次會議是由奧地利外相梅特涅提議和組織的。其目的在於重畫拿破崙戰敗後的歐洲政治地圖。

## 註解
1. 1 2  Clodfelter 2008，第178頁.
2. 1 2  Clodfelter 2008，第180頁.
3. ↑  Hofschröer（2005年），第40页
4. ↑  馬歇爾-康沃爾（2000年），第272页
5. ↑  馬歇爾-康沃爾（2000年），第273页
6. ↑  Hofschröer（2005年），第51页
7. ↑  Leggiere A（2015年），第242页
8. ↑  Hofschröer（2005年），第52页
9. ↑  利芬（2015年），第359页
10. ↑  Leggiere A（2015年），第257页
11. ↑  Hofschröer（2005年），第56页
12. ↑  Leggiere A（2015年），第278页
13. ↑  Leggiere A（2015年），第285页
14. ↑  利芬（2015年），第359-363页
15. ↑  利芬（2015年），第364页
16. ↑  Mikaberidze（2020年），第558页
17. ↑  Hofschröer（2005年），第84-86页
18. ↑  利芬（2015年），第365页
19. ↑  利芬（2015年），第366页
20. ↑  羅伯茨（2016年），第794页
21. ↑  Leggiere A（2015年），第363页
22. ↑  利芬（2015年），第368-369页
23. ↑  Hofschröer（2005年），第92页
24. ↑  Broers（2022年），第344页
25. ↑  Leggiere A（2015年），第422页
26. 1 2  利芬（2015年），第370页
27. ↑  Mikaberidze（2020年），第560页
28. 1 2  利芬（2015年），第400页
29. ↑  Nafziger（1994年），第9页
30. ↑  Mikaberidze（2020年），第572页
31. ↑  羅伯茨（2016年），第799-801页
32. ↑  羅伯茨（2016年），第804页
33. ↑  里奇（2015年），第6页
34. ↑  利芬（2015年），第410页
35. ↑  利芬（2015年），第412页
36. ↑  Chandler（2009年），第899-902页
37. ↑  Leggiere B（2015年），第52-55页
38. ↑  利芬（2015年），第420页
39. ↑  Leggiere B（2015年），第225页
40. ↑  Leggiere B（2015年），第191页
41. ↑  Nafziger（1994年），第47页
42. ↑  周執中，高陽 & 吳畋（2016年），第244页
43. ↑  利芬（2015年），第439页
44. ↑  Nafziger（1994年），第168-172页
45. ↑  利芬（2015年），第440页
46. 1 2  Nafziger（1994年），第194页
47. ↑  馬歇爾-康沃爾（2000年），第282页
48. ↑  周執中，高陽 & 吳畋（2016年），第245页
49. ↑  利芬（2015年），第471页
50. ↑  周執中，高陽 & 吳畋（2016年），第247页
51. ↑  利芬（2015年），第476-477页
52. ↑  Leggiere B（2015年），第643页
53. ↑  Leggiere B（2015年），第685页
54. ↑  周執中，高陽 & 吳畋（2016年），第282-283页
55. ↑  周執中，高陽 & 吳畋（2016年），第285页
56. 1 2  Hofschröer（1993年），第85页
57. ↑  布魯斯等（2010年），第165页
58. ↑  Leggiere B（2015年），第745页
59. ↑  Hofschröer（1993年），第88页
60. ↑  周執中，高陽 & 吳畋（2016年），第296页
61. 1 2  Mir（2008年），第12页
62. 1 2  Leggiere B（2015年），第790页
63. ↑  Mir（2008年），第17-18页
64. ↑  馬歇爾-康沃爾（2000年），第290页
65. ↑  Chandler（2009年），第948–949页
66. 1 2  利芬（2015年），第525页
67. ↑  Fremont-Barnes，Fisher & Cornwell（2004年），第292-293页
68. ↑  馬歇爾-康沃爾（2000年），第294页
69. ↑  利芬（2015年），第527页
70. ↑  利芬（2015年），第531页
71. ↑  王朝田 & 梁湖南（1985年），第345页
72. ↑  Chandler（2009年），第969页
73. ↑  馬歇爾-康沃爾（2000年），第296页
74. ↑  Chandler（2009年），第974-975页
75. 1 2  利芬（2015年），第537页
76. ↑  Chandler（2009年），第979页
77. ↑  克劳塞维茨b（2019年），第374页
78. ↑  利芬（2015年），第545页
79. ↑  利芬（2015年），第546-547页
80. ↑  馬歇爾-康沃爾（2000年），第299页
81. ↑  Chandler（2009年），第993页
82. ↑  克劳塞维茨b（2019年），第386页
83. ↑  利芬（2015年），第557页
84. ↑  克劳塞维茨b（2019年），第388页
85. ↑  羅伯茨（2016年），第863页
86. ↑  里奇（2015年），第7页
87. ↑  羅伯茨（2016年），第870-871页
88. ↑  羅斯b（1977年），第392页
89. ↑  羅伯茨（2016年），第878页
90. ↑  羅伯茨（2016年），第878-879页
91. ↑  羅斯b（1977年），第392-393页
92. 1 2  羅伯茨（2016年），第881-883页
93. ↑  羅斯b（1977年），第398页
94. ↑  羅伯茨（2016年），第889页